# Koldo Obieta
Koldo Obieta Alberdi (Guernica, Vizcaya, 8 de octubre de 1993) es un futbolista y matemático español que juega como delantero en el Real Unión de Primera Federación. Es graduado en Matemáticas por la UPV/EHU.

## Trayectoria
Koldo se formó en las categorías inferiores de su club local, la SD Gernika. En 2012 dio el salto al primer equipo, en el cual, permaneció tres temporadas jugando en Tercera División. De cara a la temporada 2015-16 se marchó a la SD Zamudio, también de Tercera, donde anotó casi una veintena de goles entre los que destacan los cuatro tantos que marcó al Aurrerá de Ondarroa en apenas media hora.
Tras su gran campaña, se marchó a la SD Amorebieta con la que debutó en Segunda B. Después de convertir trece tantos, firmó por el filial de la SD Eibar en el que pasó dos temporadas sin llegar a debutar en el primer equipo. En 2019 se marchó al CD Tudelano, con el que anotó cuatro tantos. Un año más tarde regresó a la SD Amorebieta, con la que lograría el ascenso a Segunda División en mayo de 2021.
El 29 de agosto de 2021 anotó el tanto del triunfo, en el minuto 87, frente a la UD Almería (2-1) que supuso la primera victoria del cuadro zornotzarra en Segunda División.
El 18 de junio de 2022 fichó por el Miedź Legnica de la Ekstraklasa.
El 1 de agosto de 2023 firmó por la AD Alcorcón de la Segunda División.Tras el descenso del equipo madrileño, se incorporó al Real Unión de Primera Federación.

## Clubes
| Club          | País    | Año         |
| ------------- | ------- | ----------- |
| SD Gernika    | España  | 2012 - 2015 |
| SD Zamudio    | España  | 2015 - 2016 |
| SD Amorebieta | España  | 2016 - 2017 |
| CD Vitoria    | España  | 2017 - 2019 |
| CD Tudelano   | España  | 2019 - 2020 |
| SD Amorebieta | España  | 2020 - 2022 |
| Miedź Legnica | Polonia | 2022 - 2023 |
| AD Alcorcón   | España  | 2023 - 2024 |
| Real Unión    | España  | 2024 - Act. |